# Кононова Світлана Василівна
Світлана Василівна Ко́нонова (5 березня 1940, Умань — 9 квітня 2016, Київ) — український ентомолог, фахівець з їздців, доктор біологічних наук (1997), лауреат премії імені Д. К. Заболотного АН УРСР (1987). Авторка близько 100 публікацій, зокрема 8 монографій, в тому числі однієї в серії «Фауна України»

## Життєпис
У 1966 році закінчила біологічний факультет Київського університету, де певний час працювала. З 1970 року — в Інституті зоології НАН України. У 1997 році захистила докторську дисертацію і відтоді працювала на посаді провідного наукового співробітника Інституту зоології.